# Афонсу Пена
Афо́нсу Авгу́сту Море́йра Пе́на (порт. Afonso Augusto Moreira Pena; 30 листопада 1847 — 14 червня 1909) — бразильський державний діяч, адвокат, шостий президент Бразилії (1906—1909).
Афонсу Пена — єдиний член імператорського кабінету Педру II, який надалі став президентом Бразилії.

## Життєпис
Народився в містечку Санта-Барбара, у штаті Мінас-Жерайс.
Закінчивши в 1870 Юридичний факультет університету Сан-Паулу, в 1892 став одним із засновників і директором Факультету свободи права Мінас-Жерайсу (нині Факультет права Федерального університету штату Мінас-Жерайс).
У 1874 отримав мандат депутата від штату Мінас-Жерайс.
У 1892-1894 займав пост губернатора штату Мінас-Жерайс (був першим обраним губернатором штату). Переніс столицю штату з Ору-Прету в Белу-Оризонті.
У 1895–1898 був президентом Банку Бразилії.
У 1903 став віцепрезидентом Бразилії, а на наступних виборах, в 1906 — обраний президентом.
Будучи президентом, провадив «політику кави з молоком», яка полягала у підтримці інтересів крупних штатів — Сан-Паулу (кавова промисловість) і Мінас-Жерайсу (молочна промисловість). За часів його президентства почалась державна закупівля кави для попередження падіння цін.
З метою освоєння величезної території країни Пена активно підтримував будівництво залізниць. До країни активно запрошувались емігранти з Європи: лише в 1908 до Бразилії на постійне місце проживання приїхало понад 100 000 осіб, більшість з яких емігрувала з Італії.
Окрім того, за Пени осучаснено військо: з 1908 військова служба стала обов'язковою. Того ж року організовано величезну за масштабами тих часів Національну виставку, присвячену сторіччю закону про відкриття портів Бразилії для вільної торгівлі та проводилась з метою демонстрації досягнень Бразилії за цей період.
Помер 14 червня 1909 до завершення президентського терміну. По його смерті пост президента зайняв віцепрезидент Нілу Песанья.

## Пам'ять
Іменем Афонсу Пени названо головний проспект Белу-Оризонті й міжнародний аеропорт Куритиби.